# Cheongdam-dong Alice
Cheongdam-dong Alice (hangul: 청담동 앨리스; hanja: 清潭洞앨리스; rr: Cheongdamdong Aelliseu)  é uma telenovela sul-coreana exibida pela SBS em 2012, estrelada por Moon Geun-young, Park Si-hoo, So Yi-hyun e Kim Ji-seok.

## Elenco
- Moon Geun-young como Han Se-kyung
- Park Si-hoo como Cha Seung-jo / Jean Thierry Cha
- So Yi-hyun como Seo Yoon-joo
- Kim Ji-seok como Tommy Hong
- Han Jin-hee como Cha Il-nam
- Kim Seung-soo como Shin Min-hyuk
- Kim Yoo-ri como Shin In-hwa
- Shin So-yul como Choi Ah-jung
- Park Kwang-hyun como Heo Dong-wook
- Choi Sung-joon como secretário Moon
- Jung In-gi como Han Deuk-ki
- Lee Jong-nam como Jung Yoon-hee
- Shin Hye-jeong como Han Se-jin
- Goo Won como Seo Ho-min
- Namgoong Min como So In-chan (aparição, episódios 1 a 3)

## Trilha sonora

### Parte 1
1. Daddy Long Legs (키다리 아저씨) - Baek A-yeon[3]
2. Love Like This (사랑은 이렇게) - K.Will[4]
3. It's Okay (괜찮아) - Luna[5]
4. Rain Shower (소나기) -	Every Single Day
5. Arcane Alice - Lee Kyung-shik
6. Paris - Jung Cha-shik
7. In Your Hands - Lee Kyung-shik
8. Ivory Smile - Kang Hee-chan
9. Blurry Leon - Jung Jae-woo
10. Ache - Romanticisco
11. Blue Moon - Moon Sung-nam
12. Daddy Long Legs (키다리 아저씨) (instrumental)
13. Love Like This (사랑은 이렇게) (instrumental

### Parte 2
1. Sorry - Lee Seung-hwan com Yozoh
2. Stop Hurting (그만 아파하자) - Melody Day
3. Alice (앨리스) - Every Single Day
4. Daddy Long Legs (키다리 아저씨) (versão acústica) - Baek A-yeon
5. Dream - Lee Kyung-shik
6. Gypsy - Jung Cha-shik
7. Last Memory - Moon Sung-nam
8. Fashion Work - Jung Jae-woo
9. Farewell - Kang Hee-chan
10. 3 and 4 - Romanticisco
11. Crying Heart - Go Kyung-chun
12. Sorry (instrumental)
13. Daddy Long Legs (키다리 아저씨) (versão guitarra)

## Classificações
| Episódio | Data de transmissão original | Audiência média     | Audiência média              | Audiência média | Audiência média              |
| Episódio | Data de transmissão original | Classificações TNmS | Classificações TNmS          | AGB Nielsen     | AGB Nielsen                  |
| Episódio | Data de transmissão original | Em todo o país      | Região Metropolitana de Seul | Em todo o país  | Região Metropolitana de Seul |
| -------- | ---------------------------- | ------------------- | ---------------------------- | --------------- | ---------------------------- |
| 1        | 1 de dezembro de 2012        | 8.7%                | 10.0%                        | 8.6%            | 9.3%                         |
| 2        | 2 de dezembro de 2012        | 8.3%                | 10.3%                        | 8.6%            | 9.4%                         |
| 3        | 8 de dezembro de 2012        | 11.0%               | 13.3%                        | 10.6%           | 10.9%                        |
| 4        | 9 de dezembro de 2012        | 9.7%                | 12.0%                        | 9.1%            | 10.1%                        |
| 5        | 15 de dezembro de 2012       | 13.1%               | 14.5%                        | 12.5%           | 13.4%                        |
| 6        | 16 de dezembro de 2012       | 10.9%               | 13.1%                        | 10.2%           | 11.4%                        |
| 7        | 22 de dezembro de 2012       | 11.0%               | 13.1%                        | 10.6%           | 11.9%                        |
| 8        | 23 de dezembro de 2012       | 10.6%               | 12.8%                        | 10.9%           | 12.1%                        |
| 9        | 5 de janeiro de 2013         | 17.6%               | 19.8%                        | 15.2%           | 16.6%                        |
| 10       | 6 de janeiro de 2013         | 15.0%               | 17.1%                        | 14.7%           | 16.2%                        |
| 11       | 12 de janeiro de 2013        | 15.2%               | 17.5%                        | 14.4%           | 15.6%                        |
| 12       | 13 de janeiro de 2013        | 13.9%               | 16.3%                        | 13.5%           | 15.0%                        |
| 13       | 19 de janeiro de 2013        | 12.9%               | 13.9%                        | 15.0%           | 16.2%                        |
| 14       | 20 de janeiro de 2013        | 13.4%               | 15.3%                        | 14.4%           | 16.6%                        |
| 15       | 26 de janeiro de 2013        | 14.9%               | 16.7%                        | 15.6%           | 16.7%                        |
| 16       | 27 de janeiro de 2013        | 14.8%               | 17.1%                        | 16.6%           | 18.6%                        |